# 吃子棋
吃子棋（Capture Go），英文多稱為The Capture Game、First Capture Go、Atari Go，日文稱為ポン抜き囲碁，是採用圍棋規則，但以先提對方棋子到一定數量為勝的棋類。此遊戲常在訓練孩童熟悉圍棋如何吃子時使用。

## 棋具
- 同圍棋棋具。

## 規則
- 先約定要提多少子為勝。

- 雙方輪流下一子，黑色先。

- 採用圍棋下法，但勝利目標為提對手子到一定數量[3]。

## 外部連結
- 線上遊戲（以先提一子為勝）